# 丹維爾 (喬治亞州)
丹維爾（英語：Danville）是一個位於美國喬治亞州特維格縣和威爾金森縣的城鎮。

## 地理
丹維爾的座標為32°36′20″N 83°14′41″W / 32.60556°N 83.24472°W，而該地的平均海拔高度為137米（即449英尺）。

## 人口
根據2010年美國人口普查的數據，丹維爾的面積為2.10平方千米，當中陸地面積為2.10平方千米，而水域面積為0.00平方千米。當地共有人口238人，而人口密度為每平方千米113人。